# Centropristis rufus
Centropristis rufus är en fiskart som beskrevs av Cuvier 1829. Centropristis rufus ingår i släktet Centropristis och familjen havsabborrfiskar. Inga underarter finns listade i Catalogue of Life.